# České chemické názvosloví
Základy českého chemického názvosloví a terminologie vznikly během 20. a 30. let 19. století. Tato první názvoslovná pravidla se přizpůsobovala stavbě českého jazyka. Vzhledem k tomu, že pocházela od jediného autora, poskytovala tím konzistentní způsob pojmenovávání chemických sloučenin. Postupem času se rozsah názvosloví značně rozšířil, přičemž se do něj v posledních dobách promítla doporučení Mezinárodní unie pro čistou a užitou chemii (IUPAC).
Na rozdíl od terminologie používané v biologii a medicíně zůstává chemické názvosloví bližší češtině. Používá českou výslovnost a pravidla skloňování, vyvinulo si však vlastní, velmi komplexní systém morfémů (převzatých z řečtiny a latiny), gramatiky, syntaxe, interpunkce a využívání závorek a číslic. Některé pojmy (jako etanol – ethanol) používají fonetickou transkripci, avšak jejich pravopis není jednoznačný.

## Historie
Středověcí alchymisté působící v českých zemích používali při popisu svých experimentů obskurní a nekonzistentní terminologii. Edward Kelley, alchymista na dvoře císaře Rudolfa II., dokonce vynalezl vlastní tajný jazyk. Růst průmyslu v českých zemích během 19. století a nacionalistický zápal českého národního obrození vedly k vývoji české terminologie pro přírodní a aplikované vědy.
Přírodovědec Jan Svatopluk Presl (1791–1849) přišel s návrhem nového českého názvosloví a terminologie ve svých knihách Lučba čili chemie zkusná (1828–35) a Nerostopis (1837). Presl vymyslel české neologismy pro většinu tehdy známých chemických prvků. Deset z nich, například vodík, kyslík, uhlík, dusík nebo křemík přešlo do běžného jazyka. Presl také vytvořil názvoslovnou konvenci pro oxidy, kde elektronegativní složka tvořila podstatné jméno a elektropozitivní složka tvořila přídavné jméno. Přídavná jména byla doplněna příponou, podle valenčního čísla složky, kterou reprezentovala (původně existovalo pět přípon: -ný, -natý, -itý, -ový, -elý, později rozšířených na osm Vojtěchem Šafaříkem: -ný, -natý, -itý, -ičitý, -ičný a -ečný, -ový, -istý, -ičelý). Soli byly identifikovány příponou -an doplněnou za podstatné jméno (např. síran). Mnoho termínů vytvořených Preslem bylo odvozeno z latiny, němčiny nebo ruštiny. Pouze některé z nich však uspěly a zůstaly používány.
Karel Slavoj Amerling (1807–1884) ve své publikaci Orbis pictus (1852) přišel s dalším podobným pokusem o vytvoření českých jmen pro chemické prvky (a jejich seřazení do struktury podle vzoru práce ruského chemika Nikolaje Beketova). Jeho snaha však nebyla úspěšná.
O další zdokonalení českého názvosloví se zasloužil Vojtěch Šafařík (1829–1902). V roce 1876 začal vydávat časopis Listy chemické, první chemický vědecký časopis v Rakousko-Uhersku, který existuje dodnes pod názvem Chemické listy. Jeho žurnál hrál důležitou roli při kodifikaci názvosloví. Na kongresu českých chemiků v roce 1914 bylo názvosloví přepracováno a tento nový systém se stal normativním v roce 1918. Hlavními iniciátory těchto změn byli Alexandr Sommer Batěk (1874–1944) a Emil Votoček (1872–1950). Původní Preslova pravidla zůstala používána, avšak tvořila jen malou část názvoslovného systému.
Během druhé poloviny 20. století došlo k několika změnám základní terminologie, obvykle z důvodu přiblížení se mezinárodnímu názvosloví – například starý výraz kysličník byl oficiálně nahrazen termínem oxid, uhlovodan sacharidem, změnil se i pravopis některých prvků (berylium na beryllium). Přijímání těchto změn odbornou veřejností je poměrně pomalé a starší výrazy zůstávají v užívání ještě o desítky let později.
Československá akademie věd, založená roku 1953, převzala zodpovědnost za udržování názvosloví a vhodné implementace doporučení IUPAC. Po roce 1989 však byly tyto aktivity značně omezeny.

## Koncovky oxidačních čísel
| Oxidační číslo | Koncovka     | Vzorec oxidu |
| -------------- | ------------ | ------------ |
| I              | -ný          | R2O          |
| II             | -natý        | RO           |
| III            | -itý         | R2O3         |
| IV             | -ičitý       | RO2          |
| V              | -ičný, -ečný | R2O5         |
| VI             | -ový         | RO3          |
| VII            | -istý        | R2O7         |
| VIII           | -ičelý       | RO4          |

V roce 2010 navrhli Petr Slavíček z Vysoké školy chemicko-technologické v Praze a Jan Kotek z Univerzity Karlovy příponu -utý pro IX. oxidační stupeň.